# WSU (プロレス)
WSU（Women Superstars Uncensored）は、アメリカ合衆国のニュージャージー州を拠点としている女子プロレス団体。

## 歴史
2006年、「Wrestling Superstars Unleashed」として旗揚げ戦を開催。
2007年3月3日、女子選手だけで興行を開催。
7月14日、「WSU Women’s Division」として第1回興行を開催。
9月22日、「Women Superstars Uncensored」と改めて女子プロレス団体に1本化。
同じニュージャージー州のNWS（National Wrestling Superstars）と姉妹団体に関係にある。
2009年10月、DRAGON GATE USAと業務提携を結ぶ。
2014年現在はCZWの姉妹団体。
米国内における主要女子プロレス団体の一角とされている。
日本人選手ではアメリカを拠点としている坂井澄江の参戦経験がある。

## タイトル
- WSU王座
- WSUタッグ王座
- WSUスピリット王座

トーナメント戦
- WSUクイーン&キング・オブ・ザ・リング

男女混合タッグトーナメント戦。
- J-Cupトーナメント

シングルトーナメント戦。

## WSU殿堂
2009年
- シェリー・マーテル
- マリア・ホサカ
- ミッシー・ハイアット（英語版）

2010年
- モーリー・ホーリー
- ドーン・マリー
- ジャズ

2011年
- エイプリル・ハンター
- ルナ・バション
- アイボリー（英語版）

2012年
- ディクシー・カーター（英語版）
- シンディ・ロジャース（Cindy Rogers）
- ジョージアン・マクロプーロス（英語版）
- ジャナ（Jana）